# アメリカンキャニオン (カリフォルニア州)
アメリカンキャニオン（American Canyon）は、アメリカ合衆国カリフォルニア州のナパ郡にある都市。サンフランシスコ・ベイエリアの北部に位置している。

## 概要
1992年に法人化した若い都市である。住宅主体の計画都市であり、住民の大半は中流階級である。2020年アメリカ合衆国国勢調査よれば、市の人口の34パーセントはアジア系アメリカ人、31パーセントはヒスパニックだった。

## 地理
アメリカンキャニオンの北15キロメートルに郡庁所在地ナパ、南8キロメートルにはヴァレーホがある。市域の西側をナパ川が流れる。
ヴァレーホの郊外都市のような位置付けになっており、人口増加が継続している。

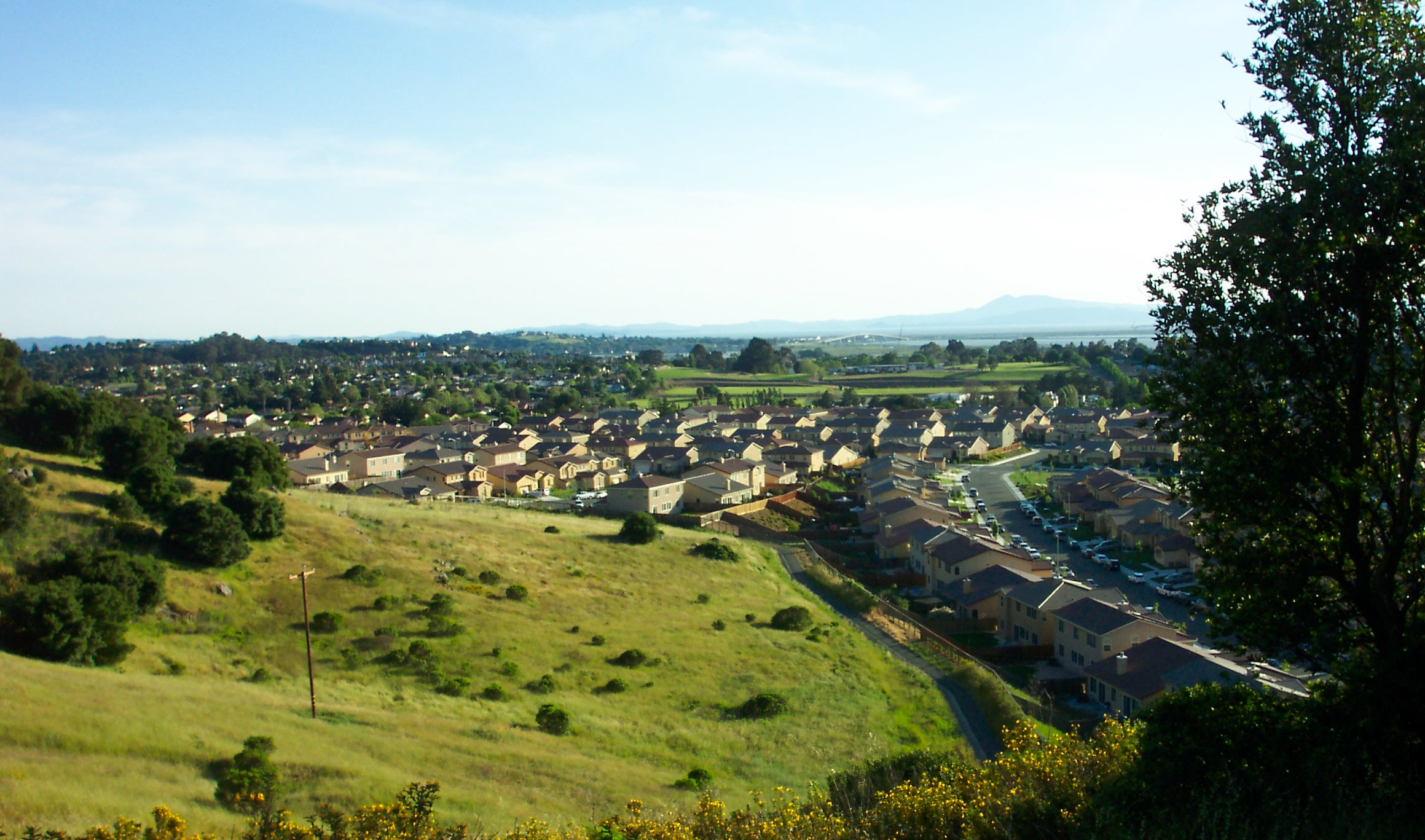
アメリカンキャニオンの住宅地